# Nicolas William Wladimir Villedieu de Torcy
Pour les articles homonymes, voir Torcy.
Nicolas William Wladimir Villedieu de Torcy, né le 31 août 1802 à Cauvicourt et mort à Paris le 2 avril 1859, est un homme politique français.

## Biographie
Après avoir été maire de Durcet (1843-1848), il fut député de l'Orne lors de la Monarchie de Juillet, de 1846 à 1848. Partisan de François Guizot, il siégea au sein du parti de la Résistance.
Rallié au Second Empire, il fut de nouveau élu député par deux fois, de 1852 à 1859. Siégeant au sein de la majorité dynastique, il soutint la politique de Louis-Napoléon Bonaparte, et décéda lors de son mandat.
Marié à Angélique Marie-Camille Picquet du Boisguy, fille du général chouan Aimé Picquet du Boisguy, il eut deux fils René-Gaston et Aimé Raphaël Villedieu de Torcy qui fut également député (1860-1869).

## Décorations
- Officier de la Légion d'honneur (1853)[1]

## Sources
- « Nicolas William Wladimir Villedieu de Torcy », dans Adolphe Robert et Gaston Cougny, Dictionnaire des parlementaires français, Edgar Bourloton, 1889-1891 [détail de l’édition]